# Restrepia schizosepala
Restrepia schizosepala är en orkidéart som beskrevs av Carlyle August Luer och Alexander Charles Hirtz. Restrepia schizosepala ingår i släktet Restrepia och familjen orkidéer. Inga underarter finns listade i Catalogue of Life.

## Bildgalleri

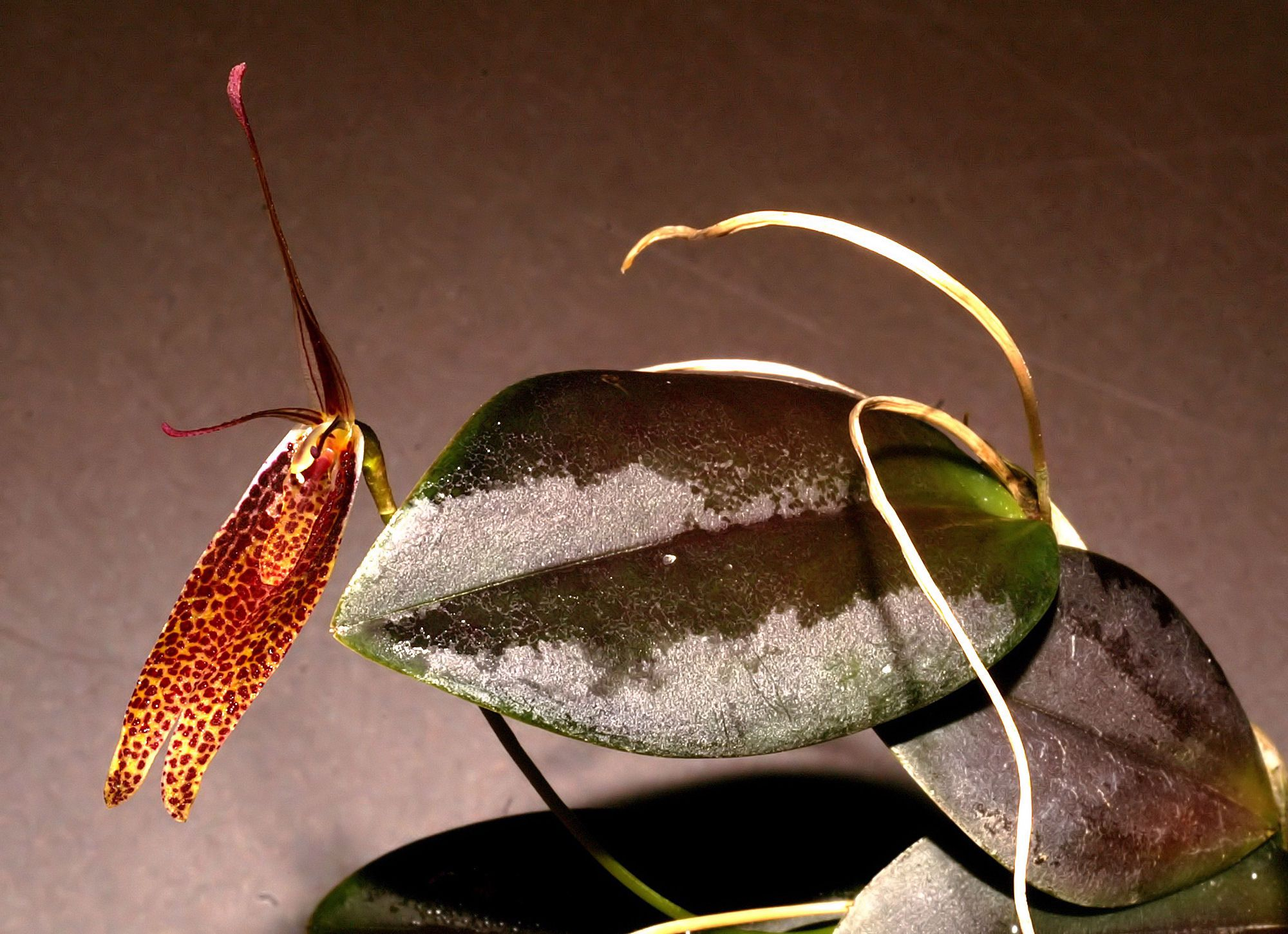
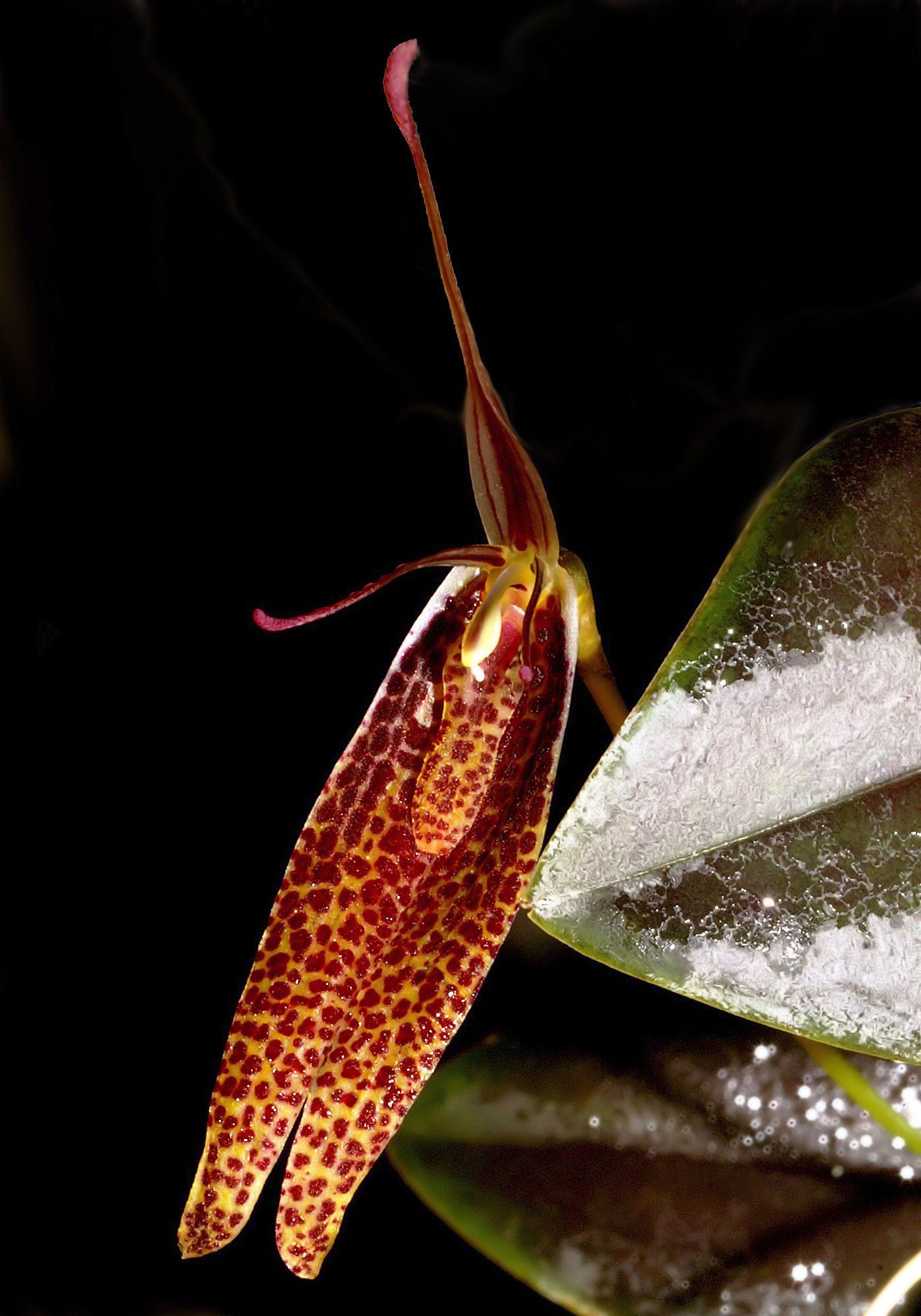